# خواكين ديل كوسيو
خواكين ديل كوسيو (بالإنجليزية: Joaquín del Cosío)‏ (و. 1789 –  م) هو سياسي من نيكاراغوا .